# Dorothy Ghettuba
Dorothy Ghettuba là một nhà sản xuất phim và doanh nhân truyền hình người Kenya. bà là người đồng sáng lập Spielworks Media có trụ sở tại Nairobi, một công ty sản xuất ở châu Phi ra mắt năm 2009. Năm 2016, bà được nêu tên trong số 100 cá tính sáng tạo có ảnh hưởng nhất của tạp chí C. Hub. bà cũng là Tổng Giám mục Tutu 2016 với Viện Lãnh đạo Châu Phi.

## Tiểu sử
Sinh ra và lớn lên ở Kenya, Ghettuba học ngành truyền thông và khoa học chính trị tại Đại học Andrews ở Michigan, Hoa Kỳ. Sau khi tốt nghiệp, bà sống vài năm ở Canada, nơi bà làm việc trong một thời gian với một quỹ đầu tư mạo hiểm. bà trở lại Kenya ngay sau sinh nhật thứ ba mươi. Ghettuba tuyên bố rằng niềm đam mê ban đầu của bà là diễn xuất, nhưng khi bà không được chọn cho các vai diễn, bà đã chuyển sang phía sản xuất làm phim.
bà nghỉ việc tại một công ty đầu tư mạo hiểm ở Canada để theo đuổi niềm đam mê làm phim . Gettuba-Pala tham gia một chương trình truyền hình địa phương như một nhà sản xuất trước khi chuyển sang thiết lập Spielworks Media, một sản xuất giải trí và sáng tạo nội dung công ty địa phương cho các nền tảng truyền hình và kỹ thuật số hoạt động ở Đông và Trung Phi . Ghettuba-Pala cũng là người đồng sáng lập Keja TV, một kênh truyền thông xã hội trên Facebook và YouTube . Ghettuba-Pala được dành riêng để phát triển tài năng sáng tạo và tài năng chất lượng và như vậy đã giành được nhiều giải thưởng cho 18 chương trình truyền hình, 20 chương trình web và hơn 40 bộ phim . Một số dự án nổi tiếng của bà bao gồm một chương trình truyền hình Kiswilian nổi tiếng, Penzi la Sumu. Những bộ phim khác mà bà đã sản xuất là Lies that Bind, Saints và Advanced Learning  . Ông trùm điện ảnh đã có một công việc tại Neflix với tư cách là người quản lý bản gốc quốc tế vào tháng 3 năm 2019  và cũng được chính phủ Kenya bổ nhiệm làm chủ tịch Ủy ban Ủy ban Điện ảnh Kenya vào tháng 5 năm 2019 . Ghettuba Pala kết hôn với một nhà báo người Kenya Oyunga.

### Truyền thông Spielworks
bà ra mắt Spielworks Media vào năm 2009. bà tuyên bố rằng giấc mơ của bà là biến công ty thành phiên bản châu Phi của hãng phim chuyển động Universal Pictures của Mỹ.